# Contournement routier de Nice
Le contournement routier de Nice, également appelé voie Mathis, voie Pierre Mathis (du nom de l'ancien directeur des services techniques), ou plus communément Voie rapide est une voie qui longe la commune de Nice. Celle-ci dispose de deux autoroutes urbaines : l'AUS (Autoroute Urbaine Sud) et l'AUN (Autoroute Urbaine Nord).

## Historique
La voie rapide a été réalisée par tronçons successifs à partir de 1962 :
- 1965 : Section Les Bosquets - Saint-Philippe (chaussée Sud)
- 1969 : Section Saint-Augustin - Les Bosquets (chaussée Sud)
- 1973 : Section Saint-Philippe - Abbé-Grégoire (2x2 voies)
- 1976 : Section La Madeleine - Saint-Philippe (chaussée Nord)
- 1977 : Section Cimiez - Lyautey (2x2 voies)
- 1981 : Toboggan de la Rue Reine Jeanne
- 1986 : Section Abbé-Grégoire - Cimiez (2x2 voies)
- 1999 : Section Fabron - La Madeleine (chaussée Nord)
- 2007 : Section Saint-Augustin - Fabron (chaussée Nord, suppression du toboggan de Magnan)
- février 2011 : Requalification chaussée Sud (Saint Augustin - Saint Philippe)

Elle ne traverse pas intégralement Nice, et se limitant à l'est à l'ancienne rive droite du Paillon.

## Description

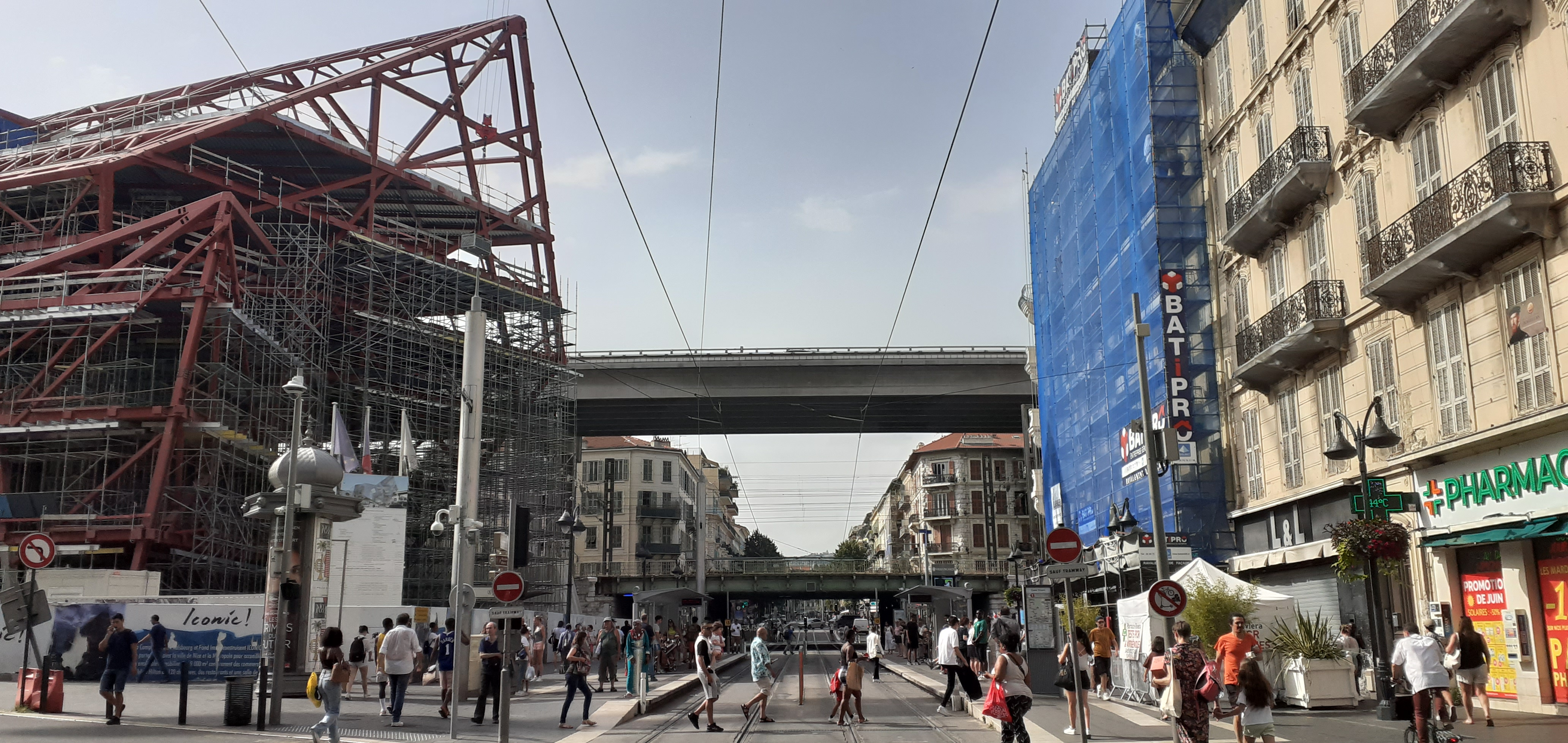
Vue sur la voie Mathis en haut, enjambant l'avenue Jean-Médecin.

Le contournement ouest et nord de Nice s'effectue par l'AUN, qui est classée A8, les sorties desservant Nice sont :
- 50 : Nice Promenade
- 51 : Nice Saint-Augustin
- 52 : Nice Saint-Isidore
- 54 : Nice Nord
- 55 : Nice L'Ariane et aussi Nice Est (Nice Ville)

La sortie 50 de l'A8 permet d'accéder à l'AUS qui elle dessert les quartiers Sud de Nice grâce à une dizaine de sorties, elle est classée RD 6007 (ex RN7), enfin la pénétrante du paillon dessert l'est de la ville, on peut accéder à la pénétrante du paillon par l'AUS (Voie Rapide, sortie Paillon Verany - Acropolis) et l'AUN (l'A8, sortie Nice Est), enfin le tunnel du paillon partant de la Promenade des Anglais s'embranche directement dans la pénétrante du paillon.
La traversée de Nice par l'AUN est maintenant en 2 × 3 voies, et même 2 × 4 pour l'entrée Ouest de la Ville. Enfin, l'AUS vient d'être doublée afin de fluidifier la circulation dans Nice intramuros encore difficile à toutes les heures de la journée.

## Itinéraire

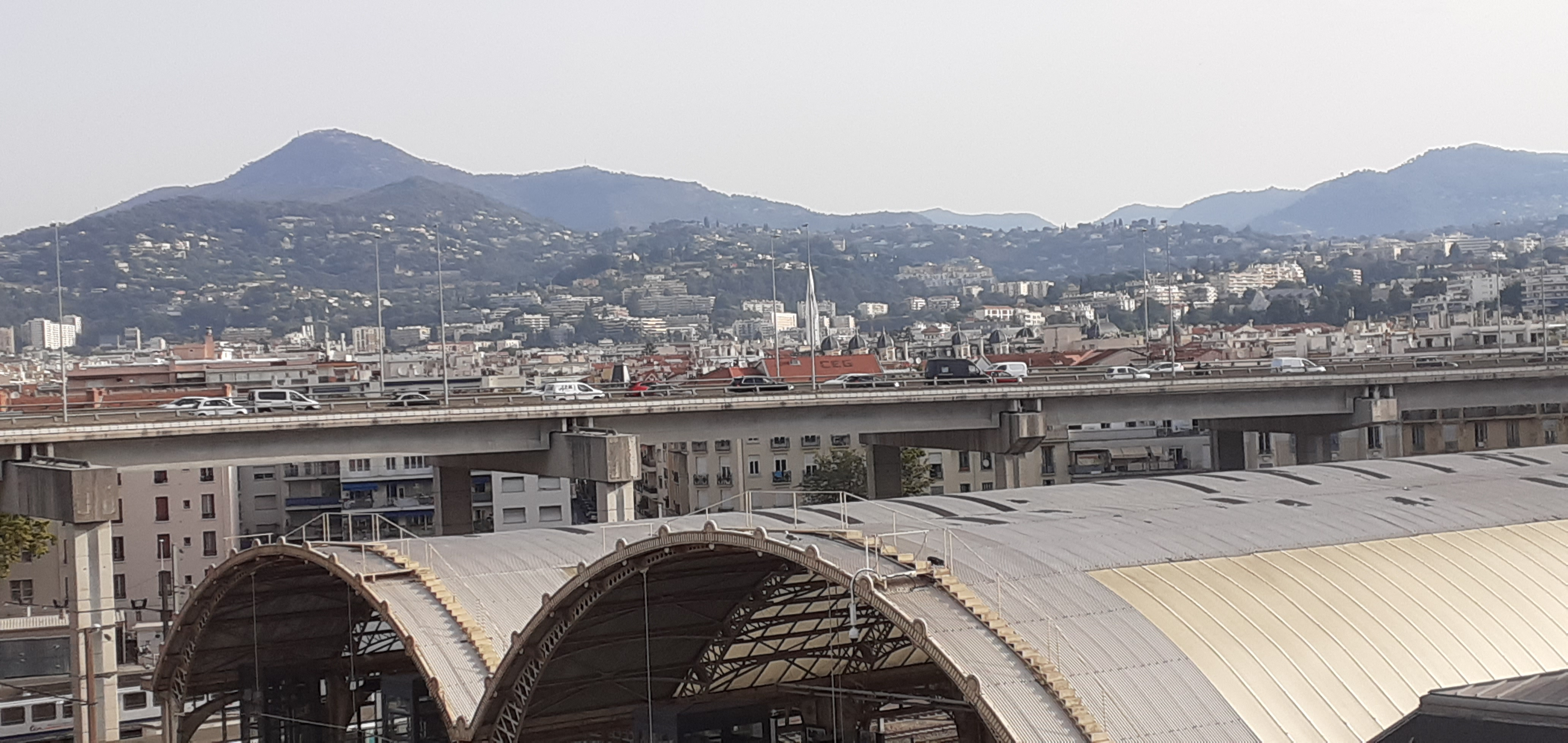
La voie Mathis surélevée, à proximité de la gare SNCF de Nice-Ville.

- Début de la voie Pierre Mathis (esplanade Kennedy)
- Cimiez : Nice-Centre, Cimiez (demi-échangeur sud)
- Saint-Lambert : Nice-Nord, Saint-Lambert (demi-échangeur nord)
- Thiers : Nice-Centre, Nice-Nord, Gare (trois-quarts-échangeur)
- Saint-Philippe : Saint-Philippe, Nice-Centre, Gare SNCF
- Magnan : Magnan, La Madeleine
- Fabron : Fabron, L'Archet (quart-échangeur)
- Les Bosquets : Les Bosquets
- Grinda : Grinda (quart-échangeur)
- Matisse : Matisse (quart-échangeur)
- Fin de la voie Pierre Mathis (avenue Saint-Augustin, chaussée Sud)

## Galerie

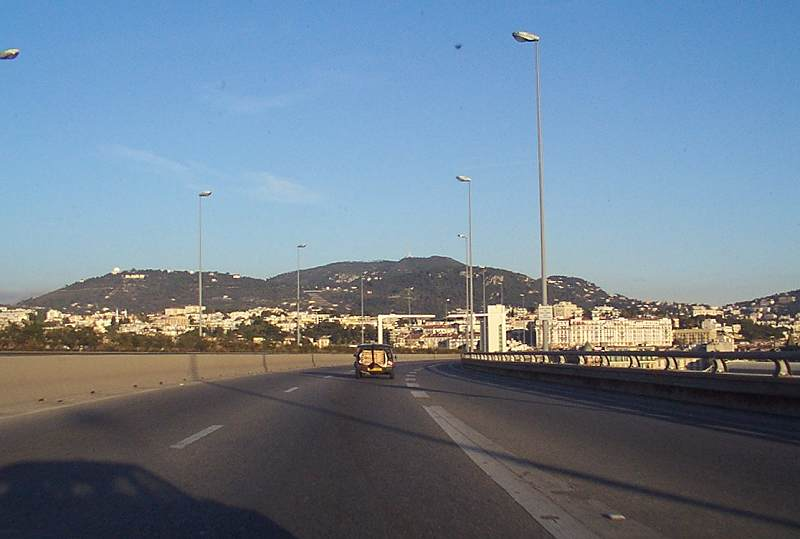
Autoroute Urbaine Sud ou voie rapide
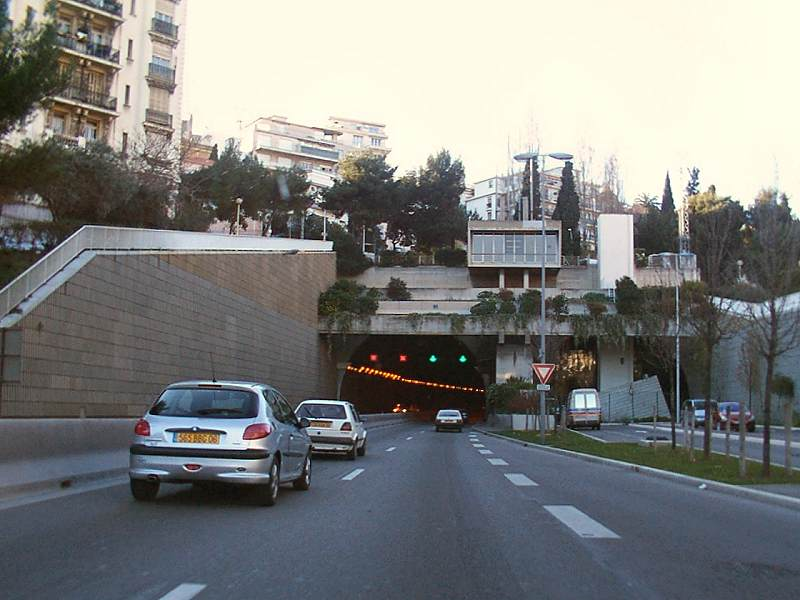
Entrée Est de la voie rapide
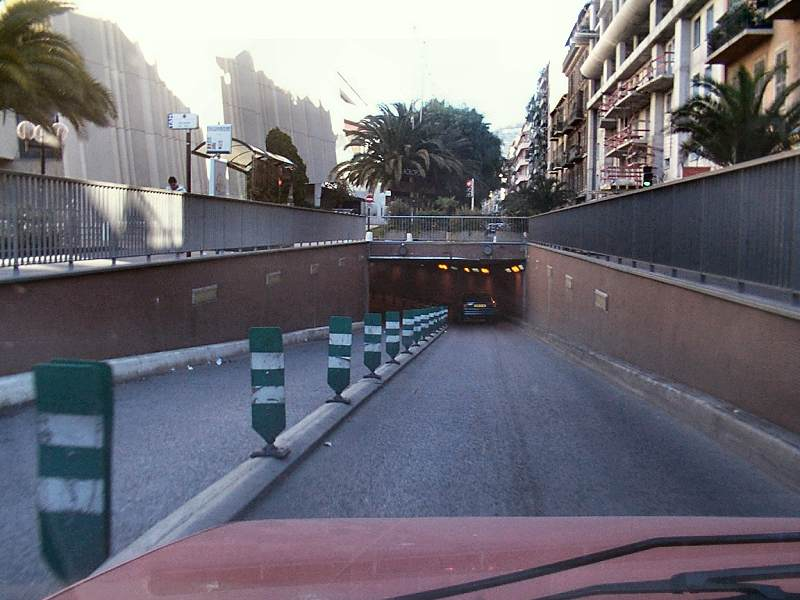
Une des entrées du tunnel du Paillon